# وادي الحداد (تعز)
وادي الحداد هي إحدى قرى جمهورية اليمن. تتبع جغرافيا لمحافظة تعز وإداريًا لمديرية شرعب الرونة. يبلغ تعداد سكانها 2860 نسمة حسب الإحصاء الذي أجري عام 2004.